# Mandingo (Film)
Mandingo ist ein US-amerikanischer Spielfilm aus dem Jahr 1975. Er basiert auf dem gleichnamigen Roman von Kyle Onstott. Regie führte Richard Fleischer. Der Titel bezieht sich auf das Volk der Mandinka.

## Handlung
Die Südstaaten der USA während der Zeit vor dem Bürgerkrieg: Auf der heruntergekommenen, von dem Witwer Warren Maxwell und seinem Sohn betriebenen Südstaaten-Plantage wird der aus dem Mandinka-Volk stammende Sklave Ganymede, genannt Mede, für Kämpfe auf Leben und Tod gegen andere Sklaven trainiert. Maxwells Sohn Hammond ignoriert seine Ehefrau Blanche weitgehend, seit er in der Hochzeitsnacht erkannt hat, dass sie keine Jungfrau mehr ist. Stattdessen fühlt er sich zu der Sklavin Ellen hingezogen, die ihm von einem befreundeten Plantagenbesitzer während eines Besuchs zur Unterhaltung angeboten wird. Später kauft er Ellen, um sie in seiner Nähe zu haben. Als Ellen ein Kind von Hammond erwartet und Blanche während Hammonds Abwesenheit von der Schwangerschaft erfährt, misshandelt sie die junge Sklavin und stößt sie die Treppe hinunter. Ellen verliert das Kind. Als Rache an ihrem Mann zwingt Blanche Mede zum Sex. Als Blanche in Folge ein Kind bekommt und dieses schwarz ist, wird es vom Arzt getötet. Hammond vergiftet Blanche, anschließend schießt er im Zorn auf Mede und stößt den Sterbenden in einen Kessel mit kochendem Wasser. Dabei kommt ein Sklave in den Besitz seines Gewehrs, er erschießt Maxwell.

## Produktionsnotizen
- Die Kritiken bei Veröffentlichung des Films waren gemischt, der Einspielerfolg dagegen groß.
- Quentin Tarantino nutzte das Motiv der Mandingo-Kämpfe im Jahr 2012 in seinem Film Django Unchained.
- Charlton Heston hatte die Rolle des Vaters abgelehnt. Timothy Bottoms, Jan-Michael Vincent, Jeff Bridges und Beau Bridges lehnten die Rolle des Sohnes ab.
- Der Boxer Ken Norton verzichtete auf einen Kampf gegen Jerry Quarry, der ihm $ 250.000 eingebracht hätte.

## Kritik
- Das Lexikon des internationalen Films schrieb, dass die „völlig unmotivierte Geschichte [...] als Anlaß für eine Orgie von Brutalitäten“ diene und der Streifen „wie aus dem Schlachthaus“ sei.[2]
- Roger Ebert nannte den Film rassistischen Müll „racist trash“ und gab ihm null Sterne.[3] Richard Schickel vom Time fand den Film langweilig und mit Klischees überladen.[4]
- Kritiker Robin Wood fand den Film großartig und das Beste, was über Rassen je in Hollywood gedreht wurde.”[5]

- In der New York Times lobte Dave Kehr den Film.[6]

## Auszeichnung
Der Film erhielt 1977 die Goldene Leinwand.

## DVD
Paramount Pictures brachte den Film in seiner Reihe „Legend Films“ im Jahr 2008 erstmals als DVD auf den Markt. Diese Fassung ist unzensiert. Die deutsche DVD von Kinowelt/Studiocanal ist stark zensiert. Sowohl die alten VHS-Veröffentlichungen von 1983 bzw. 1985 als auch die amerikanische DVD waren in Deutschland bis September 2021 indiziert. In der Entscheidung vom 19. August wurde die Indizierung für die deutsche Videofassung von VPS, die amerikanische DVD von Legend Films sowie die englische Videofassung von CIC aufgehoben.

## Fortsetzung
Der Spielfilm Die Sklavenhölle der Mandingos (Drum) ist eine Fortsetzung von Mandingo. Er wurde bereits ein Jahr nach diesem Film gedreht. Produktionsfirma war die United Artists, Produzent war wieder Dino De Laurentiis. Ken Norton, Brenda Sykes und Lillian Hayman spielten wieder mit. Norton und Sykes spielten andere Rollen. Warren Oates spielte die Rolle, die Perry King dargestellt hatte, Hammond Maxwell. Der Film setzt 15 Jahre nach dem Ende der Handlung von Mandingo ein. In Deutschland wurde der Film als Die Sklavenhölle der Mandingos vertrieben.